# Marc Duval
 (décembre 2012).
Si vous disposez d'ouvrages ou d'articles de référence ou si vous connaissez des sites web de qualité traitant du thème abordé ici, merci de compléter l'article en donnant les références utiles à sa vérifiabilité et en les liant à la section « Notes et références ».
Pour les articles homonymes, voir Duval.
Marc Duval, généralement appelé le père Duval né au Mans le 12 juillet 1903 et mort en 1987, est un prêtre spiritain, directeur général de l'œuvre des Orphelins Apprentis d'Auteuil pendant vingt ans, fondateur d'ordre et fondateur de séminaire. 

## Biographie
Né au Mans en 1903, Marc Duval voulait être missionnaire en Afrique, c'est ce projet qui le conduisit chez les pères du Saint-Esprit. Il entre en religion et fait sa profession religieuse le 17 septembre 1923, puis ordonné prêtre à Rome, le 28 juillet 1925. Il est d'abord économe au Séminaire français de Rome. Puis il est appelé comme procureur général de la Congrégation du Saint-Esprit près le Saint-Siège de 1940 à 1942.
Pendant la guerre, il sert dans l'armée de l'air en tant que lieutenant aviateur.
Directeur général de l'œuvre des Orphelins Apprentis d'Auteuil (OAA) à Paris de 1942 à 1962, il y fonde seize maisons d'accueil (dont la maison Saint-Louis), il est le fondateur des Servantes de Sainte Thérèse, pour le service des maisons d'Auteuil. Il est par ailleurs aumônier général des Guides de France, et fonde aussi le séminaire des prêtres d'Auteuil. C'est également lui qui introduit la demande de béatification du père Daniel Brottier et qui lança la vente de charité annuelle.
Vicaire de la paroisse Saint-Honoré-d'Eylau de 1964 à 1987.
Il est mort le 28 novembre 1987 à la maison Saint-Louis - Le Mazet des OAA à Saint-Just-le-Martel. Ses obsèques sont célébrées à la chapelle Sainte-Thérése le 2 décembre ; il est inhumé au cimetière parisien d'Ivry le 3 décembre.

## Distinctions
- Chevalier de la Légion d'honneur

## Sources bibliographiques
- Mathias Gardet, Alain Vilbrod, Les Orphelins-apprentis d'Auteuil : histoire d'une œuvre, Belin, 2000, 303 pages  (ISBN 2701127610 et 9782701127613).